# コール オブ デューティー：ユナイテッド オフェンシブ
『コール オブ デューティー：ユナイテッド オフェンシブ』（英語: Call of Duty: United Offensive、略称: CoD:UO）は、第二次世界大戦を舞台にしたFPS『CoD』の拡張パック。プレイには『CoD』本体が必要。

## 概要
プレイヤーは、『CoD』同様アメリカ・イギリス・ソビエトの一兵卒となり、バルジの戦いやハスキー作戦など計13ミッションに身を投じる。
脚本は前作に引き続きマイケル・シファーが担当し、音楽も前作同様マイケル・ジアッキーノが楽曲を提供した。
火炎放射器などの新兵器が登場するほか、爆炎などの描写やスクリプトを駆使した戦場表現が進歩している。状況もバラエティに富み、特に銃手としてB-17の機銃を行き来して迎撃機を撃退するミッションはシリーズ中でも異彩を放っている。
マルチプレイも進化しており、最大参加人数に応じた広大なマップに戦車やジープが配され、階級により支援砲撃を要請できるなどの要素が加わった。この構想は、『CoD3』にも受け継がれている。
開発はInfinity Wardではなく、『Return to Castle Wolfenstein』などを制作したGray Matter Interactiveが担当。
Gray Matter Interactiveは、後に『CoD2:BRO』を制作していたTreyarchに協力し、2005年に同社と合併している。
なお、同社が手がける『CoD:WaW』にも火炎放射器が登場するが、レベルデザイナー"Rich Farrelly"によると、これは、かつて担当した『Return to …』を参考にしているという。
現在、日本語版はすでに販売終了している。

## 主な戦場・関連作戦
- アメリカ編
  - バルジの戦い
- イギリス編
  - ルール工業地帯戦略爆撃
  - ハスキー作戦
- ソビエト編
  - クルスクの戦い
  - 第四次ハリコフ攻防戦

## 主な登場人物

### アメリカ編
ライリー（Riley）
アメリカ編のプレイヤーキャラクター。アメリカ陸軍第101空挺師団第506パラシュート歩兵連隊所属。階級は伍長。
フォーリー（Foley） 英語版声優：スティーヴン・ブルーム
ライリーの上官。冷静沈着な中隊長。階級は大尉。『CoD』に引き続き登場。
ムーディ（Moody） 英語版声優：グレッグ・バーガー
ライリーの上官。豪胆な快人物。階級は軍曹。『CoD』に引き続き登場。
アンダーソン（Anderson） 英語版声優：カム・クラーク
ライリーの同僚。食事を心配する。階級は二等兵。

### イギリス編
ドイル（Doyle）
イギリス編のプレイヤーキャラクター。イギリス空軍所属。後に特殊作戦局（SOE）へ転属。階級は軍曹。
イングラム（Ingram） 英語版声優：ロビン・アトキン・ダウンズ
ドイルの上官。特殊作戦局所属。階級は少佐。『CoD』のアメリカ編で救出された人物（当時空軍所属）。オランダレジスタンスやSAS隊員を率いる。

### ソビエト編
ユーリ（Yuri）
ソビエト編のプレイヤーキャラクター。第6親衛軍に一時編入、第5親衛戦車軍へ転属。階級は二等兵。
アントノフ（Antonov） 英語版声優：S・スコット・ブロック
ユーリの上官。階級は少佐。

## 登場火器
| ボルトアクションライフル | セミオートマチックライフル | サブマシンガン | マシンガン     | ハンドガン   | グレネード       | ロケットランチャー | 固定武器                |
| ------------------------ | -------------------------- | -------------- | -------------- | ------------ | ---------------- | ------------------ | ----------------------- |
| Springfield              | M1 Garand                  | Thompson       | BAR            | M1911        | Mk2              | Panzerfaust        | MG42                    |
| Lee-Enfield              | M1A1 Carbine               | Sten           | Bren           | Luger        | RGD-33           | Panzerschreck      | FlaK 88                 |
| Mosin-Nagant             | G43                        | PPSh-41        | MP44           | Webley Mk IV | Mills Bomb       | Bazooka            | Flakvierling            |
| Kar98k                   | SVT-40                     | MP40           | FG42           | TT33         | Stielhandgranate |                    | M2 Browning Machine Gun |
|                          |                            |                | M1919 Browning |              | Smoke Grenade    |                    | Flammenwerfer 41        |
|                          |                            |                | MG34           |              |                  |                    | SG-43 Goryunov          |
|                          |                            |                | DP-28          |              |                  |                    |                         |

## 登場兵器
| 戦車       | 装甲兵員輸送車 | 自走砲 | 非装甲車両 | グライダー   | 戦闘機              | 爆撃機・攻撃機       |
| ---------- | -------------- | ------ | ---------- | ------------ | ------------------- | -------------------- |
| M4 Sherman | Sd Kfz 251     | SU-152 | Opel Blitz | Horsa Glider | P-47 Thunderbolt    | B-17 Flying Fortress |
| Tiger I    |                |        | Jeep       |              | Spitfire            | Heinkel He 111       |
| Panzer IV  |                |        | Horch 1a   |              | Messerschmitt BF109 | Junkers Ju 87        |
| Elefant    |                |        | GAZ-67b    |              |                     | Ilyushin Il-2        |
| T-34-85    |                |        | Kübelwagen |              |                     |                      |